# BomBarďák
BomBarďák je hudební skupina vystupující s písničkami pro děti. Tvoří ji herci Jiří Jelínek a Michal Dalecký, které doplňuje baskytarista Filip Nebřenský nebo Matěj Pospíšil. Texty písniček skládá Jiří Jelínek, o hudbu se starají zbylí členové skupiny.
Kapela vznikla poté, co u Indies Scope vyšly dva samplery písniček pro děti od českých písničkářů Bongo BonBoniéra (2010) a Bongo BomBarďák (2011). Na to navázal projekt BomBarďák, který vydal album Písničky kluka BomBarďáka (2013) a od té doby funguje jako standardní hudební skupina.

## Diskografie
- Písničky kluka BomBarďáka, 2013
- Vánoční, 2013 – singl
- Píp, 2015
- 3FO3, 2017
- Čtvrtek, 2019
- Luděk, 2023
- Amy7, 2025